# 柚月あい
柚月 あい（ゆずき あい、1994年12月5日 - ）は、日本の元AV女優。プレステージ専属。
出身地：秋田県、身長：160cm、スリーサイズ：B91（Fカップ）・W60・H88。

## 略歴
2014年に『新人 プレステージ専属デビュー 柚月あい』でAVデビュー。
2015年12月を以って引退、2016年1月発売作品が最終出演。

## 作品

### アダルトビデオ
プレステージ専属

#### 2014年
- エスカレートするドしろーと娘 236（1月1日）
- 新人 プレステージ専属デビュー 柚月あい（2月1日）
- 新・絶対的美少女、お貸しします。 17 柚月あい（3月1日）
- 柚月あい、満足度満点新人ソープ DX（4月11日）
- 一泊二日、美少女完全予約制。 第二章 柚月あい（5月13日）
- 柚月あいがご奉仕しちゃう超最新やみつきエステ（6月11日）
- 人生初・トランス状態 激イキ絶頂セックス 柚月あい（7月10日）
- プレステージ夏祭 2014 日焼け美少女。 柚月あい（8月12日）
- 彼女のお姉さんは、誘惑ヤリたがり娘。 柚月あい（9月10日）
- 天然成分由来 柚月あい汁120％（10月10日）
- 俺達の痴漢専用ペット 柚月あい（11月11日）
- プレステージ専属女優 in おもてなしツーリスト！！（12月2日）
- 柚月あいの、いっぱいコスって萌えてイこう！（12月11日）

#### 2015年
- 美しいお嬢様の卑猥なる飼育 柚月あい（1月10日）
- 柚月あいドッキリSP 専属女優・柚月あいを即ハメドッキリでイカせちゃいます!!（2月11日）
- 柚月あい 8時間 BEST PRESTIGE PREMIUM TREASURE 01（3月3日）
- 女子マネージャーは、僕達の性処理ペット。004（3月11日）
- 柚月あいの極上筆おろし（4月22日）
- 柚月あい なまなかだし（5月13日）
- 柚月あいとしたい10のこと 夢のオナサポ3時間SP（6月10日）
- 絶頂ランジェリーナ 3（7月10日）
- スポコス汗だくSEX4本番！ 体育会系・柚月あい（8月21日）
- 変態ペット付き不動産 柚月あい付き賃貸物件 物件File.03（9月19日）
- 柚月あい 8時間 BEST PRESTIGE PREMIUM TREASURE 02（10月10日）
- 働く痴女系お姉さん vol.03（10月22日）
- 僕のセフレは同じ●校に通う姉（11月20日）
- エンドレスセックス（12月19日）

#### 2016年
- 柚月あいとエスカレートし過ぎるドしろーと男がイク！！ プレステージ的ファン感謝祭！！ バスツアー 完全引退SPECIAL（1月20日）
- 8時間 BEST PRESTIGE PREMIUM TREASURE 03（2月10日）
- 8時間 BEST PRESTIGE PREMIUM TREASURE 04（6月10日）

### イメージビデオ
- Ai Fカップの果実狩り/柚月あい（2014年8月14日、グラッツコーポレーション）
- エロキュート/柚月あい（2015/8/28）

### 写真集
- 柚月あい写真集 ゆづいろ（2015年4月17日、双葉社）